# Lake Hotel
Il Lake Hotel è un albergo situato all'interno del Parco nazionale di Yellowstone.

## Storia e descrizione
I lavori di costruzione del Lake Hotel iniziarono alla fine del XIX secolo, sotto la supervisione di R.R. Cummins per conto della Northern Pacific Railway, la società ferroviaria che stava realizzando altri due hotel simili nel parco. Il Lake Hotel venne inaugurato nel 1891 e si presentava a tre piani con corpi sporgenti alle due estremità: si trattava della più antica struttura ricettiva del Parco nazionale di Yellowstone.
Nel 1903 l'albergo subì una totale ristrutturazione che portarono ad un ampliamento della struttura e a modifiche dello stile architettonico: i lavori furono seguiti da Robert Reamr, lo stesso architetto che progettò l'Old Faithful Inn, sempre all'interno del parco. Il Lake Hotel assunse un aspetto di tipo coloniale, completamente diverso da quello dell'Old Faithful Inn e di altre strutture presenti nella parte occidentale del parco: in particolare i due corpi sporgenti vennero trasformati in portici con timpano in ordine ionico e la struttura venne prolungata verso est, con l'aggiunta di un terzo portico nello stesso ordine dei precedenti. Un'ulteriore espansione verso est si ebbe tra il 1922 e il 1923, caratterizzata da un tetto piano. Nel 1928 invece i lavori di espansione riguardarono il lato ovest con la costruzione di una nuova ala a due piani, l'ampliamento della sala da pranzo e l'aggiunta di un solarium nella zona anteriore.
L'hotel venne completamente rinnovato tra il 1984 ed il 1990. Il 16 maggio venne iscritto nel National Register of Historic Places. L'ala ovest fu nuovamente ristrutturata tra l'inverno e la primavera del 2012, compresa la sala da pranzo e il solarium, mentre il resto delle camere vennero rinnovate tra l'autunno del 2013 e l'inverno 2014. Nel 2012 divenne membro del National Trust for Historic Preservation, nel programma Historic Hotels of America, mentre nel 2015 fu dichiarato National Historic Landmark.
Nei pressi del Lake Hotel si trova il Lake Fish Hatchery Historic District e il Grand Loop Road Historic District.